# 櫛引停車區

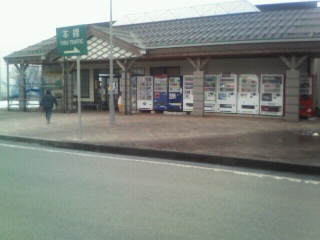
櫛引停车区上行設施

櫛引停车区（平假名：くしびきパーキングエリア）是位於山形縣鶴岡市的山形自動車道之停车区。

## 連接道路
- 山形自動車道

## 历史
- 1997年10月30日 - 山形自動車道酒田IC至庄內朝日IC開通，此停车区同時啟用。

## 停车区設施
- 上行線（月山、山形方向）
  - 停車場
    - 小型車：14台
    - 大型車：8台

  - 廁所
    - 男士 大型 2（和式1、西式1）、小型5
    - 女士 7（和式5、西式2）
      - 與男童共用 1

    - 輪椅人士專用 1

  - 購物中心（8:30-17:00）
    - 公路綠洲（果樹園）

  - 自動售賣機
- 下行線（酒田方向）
  - 停車場
    - 小型車：14台
    - 大型車：8台

  - 廁所
    - 男士 大型 2（和式1、西式1）、小型5
    - 女士 7（和式5、西式2）
      - 與男童共用 1

    - 輪椅人士專用 1

  - 購物中心（8:30-17:00）
  - 自動售賣機

## 鄰近設施
山形自動車道
(11)庄內朝日IC - 櫛引停车区 - (12)鶴岡IC/TB

## 相關項目
- 日本服務區與休息區一覽

## 外部連結
- 東日本高速道路株式會社 （页面存档备份，存于）
  - e-NEXCO服務區與休息區情報